# Bogacica (województwo opolskie)
Bogacica (niem. Bodland)– wieś w Polsce, położona w województwie opolskim, w powiecie kluczborskim, w gminie Kluczbork.
Wieś leży w południowo-zachodniej części ziemi kluczborskiej.
Zajmuje północny skrawek największego zwartego terytorium leśnego Opolszczyzny, rozpościerającego się między grzbietem Góry Chełmskiej, rzeką Stobrawą i górną Liswartą. Od miasta powiatowego – Kluczborka dzieli ją około 6 km, od wojewódzkiego Opola – około 45 km.

## Nazwa
Według Heinricha Adamy’ego nazwa wywodzi się od polskiej nazwy bogactwa. W swoim dziele o nazwach miejscowości na Śląsku wydanym w 1888 roku we Wrocławiu wymienia jako najstarszą zanotowaną nazwę Bogacica podając jej znaczenie Reichenau. Niemcy zgermanizowali nazwę na Bodland, w wyniku czego utraciła ona swoje pierwotne znaczenie.
W księdze łacińskiej Liber fundationis episcopatus Vratislaviensis (pol. Księga uposażeń biskupstwa wrocławskiego) spisanej za czasów biskupa Henryka z Wierzbna w latach 1295–1305 miejscowość wymieniona jest w zlatynizowanej formie Bogata lanca i prawdopodobnie oznacza bogatą łąkę.
W alfabetycznym spisie miejscowości na terenie Śląska wydanym w 1830 roku we Wrocławiu przez Johanna Knie miejscowość występuje pod polską nazwą Bogacica oraz nazwą zgermanizowaną Bodland. Po II wojnie światowej polska administracja wprowadziła nazwę Bogacica.
| SIMC    | Nazwa  | Rodzaj     |
| ------- | ------ | ---------- |
| 0496343 | Krężel | przysiółek |

## Historia
Pierwszymi śladami osadnictwa na tym terenie są kamienne narzędzia znalezione nad brzegiem Stobrawy na zachód od Bogacicy. W wyniku prac archeologicznych natrafiono także na ślady tak zwanych wież strażniczych. Jedna z nich była usytuowana przy drodze prowadzącej do Czapli Starych, a druga w pobliżu bogackiego młyna od strony zachodniej. Były to kopce ziemne o średnicy około 25 m, otoczone palisadą oraz oblane fosą. Na środku tych kopców stały drewniane wieże, były one zamieszkane i chroniły mieszkańców przed niebezpieczeństwami. Wokół nich rozrosła się później osada Bogacica.
W latach 1945–1954 siedziba gminy Bogacica. W latach 1954–1972 wieś należała i była siedzibą władz gromady Bogacica.

## Zabytki
Do wojewódzkiego rejestru zabytków wpisane są:
- kościół Świętej Trójcy w Bogacicy, eklektyczny, często mylony z barokowym, powstały w 1597 roku, ufundowany przez Melchiora von Skalla de Gross-Elgot, następnie kilkakrotnie rozbudowany: l. 1797–1805, 1905; w chwili obecnej posiadający odnowione wnętrze
- mogiła powstańców śląskich na cmentarzu przykościelnym
- dwór zwany Nowym Zamkiem, wzniesiony w 1746 roku, poł. XIX w.
- spichrz

Inne zabytki:
- folwark Niederhof.